# لویی کوریهارا
لویی کوریهارا (انگلیسی: Louis Kurihara; ۶ دسامبر ۱۹۹۴ – ) Model، سلبریتی، بازیگر اهل بریتانیا بود. وی از سال ۲۰۱۳ میلادی تاکنون مشغول فعالیت بوده‌است.
از فیلم‌ها یا برنامه‌های تلویزیونی که وی در آن نقش داشته‌است می‌توان به زندانیان سرزمین شبح اشاره کرد.